# Casa de Knýtlinga
A Casa de Knýtlinga (em dinamarquês: Jellingdynastiet) foi uma casa real dinamarquesa que governou a Escandinávia, abrangendo os países da Dinamarca e Noruega, e a Inglaterra, durante a Idade Média. Seu fundador foi o primeiro rei dinamarquês, Gormo, que viveu durante o século X.
O rei da Dinamarca e Noruega, Sueno, foi o primeiro rei viquingue a conquistar a coroa inglesa, em um reinado que durou de 1013 a 1014. Após ele, seu filho, Canuto, também rei da Dinamarca e Noruega, governou o país de 1016 a 1035, e se casou com Ema da Normandia, viúva do antecessor de Canuto, Etelredo II, que foi derrotado por Canuto.
O último rei nórdico da dinastia a governar a Inglaterra foi Canuto III, rei de 1040 a 1042, filho de Canuto e Ema, que morreu sem deixar descendentes. Seu sucessor foi seu meio-irmão, Eduardo, o Confessor, da antiga Casa de Wessex, predecessora da Casa de Knýtlinga.

## Reis da Dinamarca
- Gormo (r. 936 - 958)
- Haroldo I (r. 958 - 986)
- Sueno I  (r. 986 - 1014)

## Reis da Noruega
- Haroldo I da Dinamarca (r. 970 - 975/986)
- Sueno I  (r. 986 - 995) e (r. 1000 - 1014)
- Sueno, o Rei Inesperado (r. 1030 - 1035)

## Reis da Inglaterra
- Sueno I (r. 1013 - 1014)
- Canuto (r. 1016 - 1035)
- Haroldo I (r. 1035 - 1040)
- Canuto III (r. 1010 - 1042)

## Outros membros
- Thyra Dannebod, esposa de Gormo e mãe de Haroldo I
- Gunilda Haraldsdatter, filha de Haroldo I, casada com Pallig, um dinamarquês que era jarl ou ealdormano de Devonshire. Ambos foram mortos no Massacre de São Brice, em 13 de novembro de 1002.
- Sigride, a Orgulhosa, esposa de existência duvidosa de Sueno I, que pode ter sido uma princesa polonesa
- Gunilda da Dinamarca, filha de Canuto II e Ema da Normandia, foi imperatriz consorte do Sacro Império Romano-Germânico
- Gytha Thorkelsdóttir, mãe de Haroldo II de Inglaterra e de Edite de Wessex
- Haroldo II de Inglaterra, da Casa de Goduíno, que tinha conexões com a Casa de Knýtlinga